# Национальная ассамблея Сан-Томе и Принсипи
Национальная ассамблея Сан-Томе и Принсипи (порт. Assembleia Nacional de São Tomé e Príncipe) — однопалатный законодательный орган (парламент) Сан-Томе и Принсипи.

## Описание
Национальная ассамблея Сан-Томе и Принсипи состоит из 55 депутатов, избираемых всенародным голосованием на четырёхлетний срок.
Нынешний состав Национальной ассамблеи сформированная в результате выборов, состоявшихся 12 октября 2014 года.

## Результаты выборов 7 октября 2018 года
| Партия                                                                                             | Голоса | %     | Мест | +/-   |
| -------------------------------------------------------------------------------------------------- | ------ | ----- | ---- | ----- |
| Независимые демократические действие                                                               | 32 805 | 41,81 | 25   | -8    |
| Движение за освобождение Сан-Томе и Принсипи / Социал-демократическая партия                       | 31 634 | 40,32 | 23   | +7    |
| Партия демократической конвергенции -Либеральная партия-Демократический союз гражданского развития | 7 451  | 9,50  | 5    | -1    |
| Союз демократических граждан Сан-Томе и Принсипи                                                   | 1 659  | 2,11  | 2    | Новая |
| Прочие                                                                                             |        | 6,24  | 0    |       |
| Всего                                                                                              | 78456  | 100   | 55   | -     |

## Результаты выборов в Сан-Томе и Принсипи
Переход к демократии и многопартийной системе завершился конституционным референдумом в Сан-Томе и Принсипи в 1990 году и последующими парламентскими выборами в 1991 году.
| Партия                                                                       | Год проведения выборов | Год проведения выборов | Год проведения выборов | Год проведения выборов | Год проведения выборов | Год проведения выборов | Год проведения выборов | Год проведения выборов |
| Партия                                                                       | 1991                   | 1994                   | 1998                   | 2002                   | 2006                   | 2010                   | 2014                   |                        |
| ---------------------------------------------------------------------------- | ---------------------- | ---------------------- | ---------------------- | ---------------------- | ---------------------- | ---------------------- | ---------------------- | ---------------------- |
| Движение за освобождение Сан-Томе и Принсипи / Социал-демократическая партия | 21                     | 27                     | 31                     | 24                     | 20                     | 21                     | 16                     |                        |
| Движение сил за демократические перемены — Либеральная партия                | -                      | -                      | -                      | 23                     | 23                     | 1                      | 0                      |                        |
| Партия демократической конвергенции — Think Tank                             | 33                     | 14                     | 8                      | 23                     | 23                     | 7                      | 5                      |                        |
| Независимые демократические действие                                         | -                      | 14                     | 16                     | *                      | 11                     | 26                     | 33                     |                        |
| Демократическая коалиция оппозиции                                           | 1                      | -                      | -                      | -                      | -                      | -                      | -                      |                        |
| Уэд Кедаджи                                                                  | -                      | -                      | -                      | 8                      | -                      | -                      | -                      |                        |
| Движение Новая волна                                                         | -                      | -                      | -                      | -                      | 1                      | -                      | -                      |                        |
| Демократический союз гражданского развития                                   | -                      | -                      | -                      | -                      | -                      | -                      | 1                      |                        |
| Всего                                                                        | 55                     | 55                     | 55                     | 55                     | 55                     | 55                     | 55                     |                        |